# Ферони, Джузеппе Мария
Джузеппе Мария Ферони (итал. Giuseppe Maria Feroni; 30 апреля 1693, Флоренция, Великое герцогство Тосканское — 15 ноября 1767, Рим, Папская область) — итальянский куриальный кардинал и доктор обоих прав. Секретарь Священной Конгрегации церковного иммунитета с 1 января 1728 по 1 апреля 1737. Титулярный архиепископ Дамаска с 10 мая 1728 по 26 ноября 1753. Асессор Верховной Священной Конгрегации Римской и Вселенской Инквизиции с 1 апреля 1737 по 9 сентября 1743. Секретарь Священной Конгрегации по делам епископов и монашествующих с 9 сентября 1743 по 26 ноября 1753. Камерленго Священной Коллегии кардиналов с 28 января 1760 по 16 февраля 1761. Префект Священной конгрегации обрядов с 13 августа 1761 по 15 ноября 1767. Кардинал-священник с 26 ноября 1753, с титулом церкви Сан-Панкрацио-фуори-ле-Мура с 10 декабря 1753 по 17 декабря 1764. Кардинал-священник с титулом церкви Санта-Чечилия с 17 декабря 1764.